# Euplexia rhoda
Euplexia rhoda là một loài bướm đêm trong họ Noctuidae.